# Targa (automobile)

Esempio di carrozzeria Targa, con evidenziato il tettuccio removibile

La targa è un tipo di carrozzeria a metà strada tra coupé e spider; si tratta in pratica di una carrozzeria coupé con tetto rigido, solitamente in materiale plastico, completamente o parzialmente asportabile, sorretto dal parabrezza e da un robusto roll-bar centrale ricavato dalla scocca autoportante, nel quale è posizionato il lunotto, fisso o mobile.

## Storia

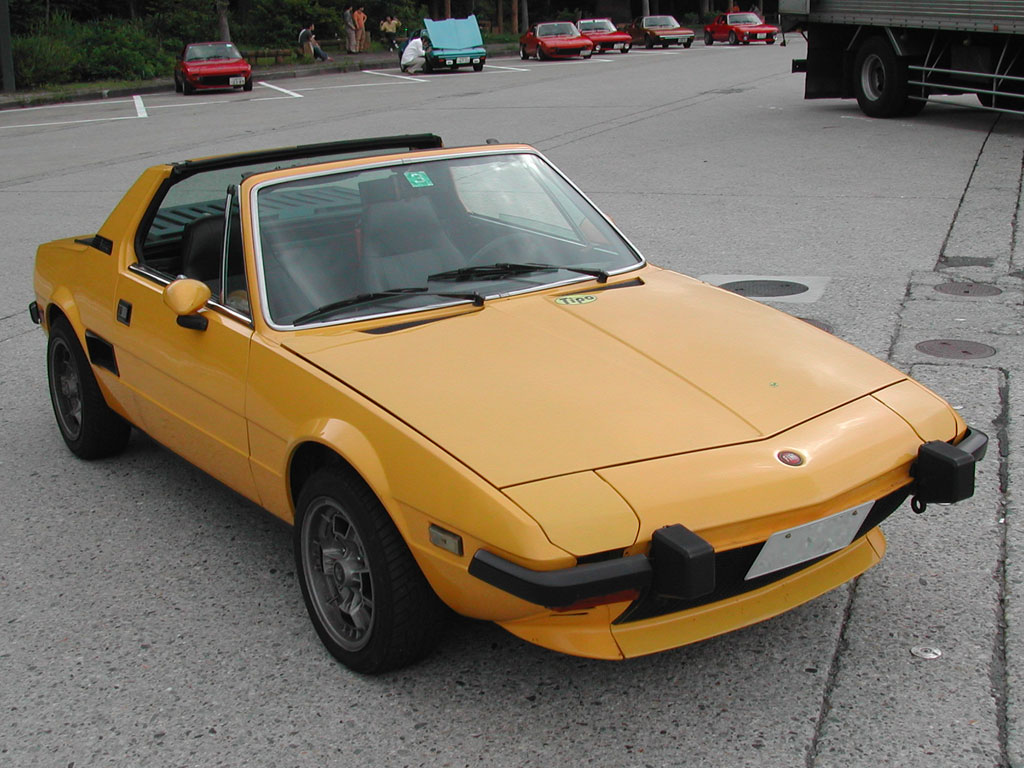
Una Fiat X1/9 senza tettuccio

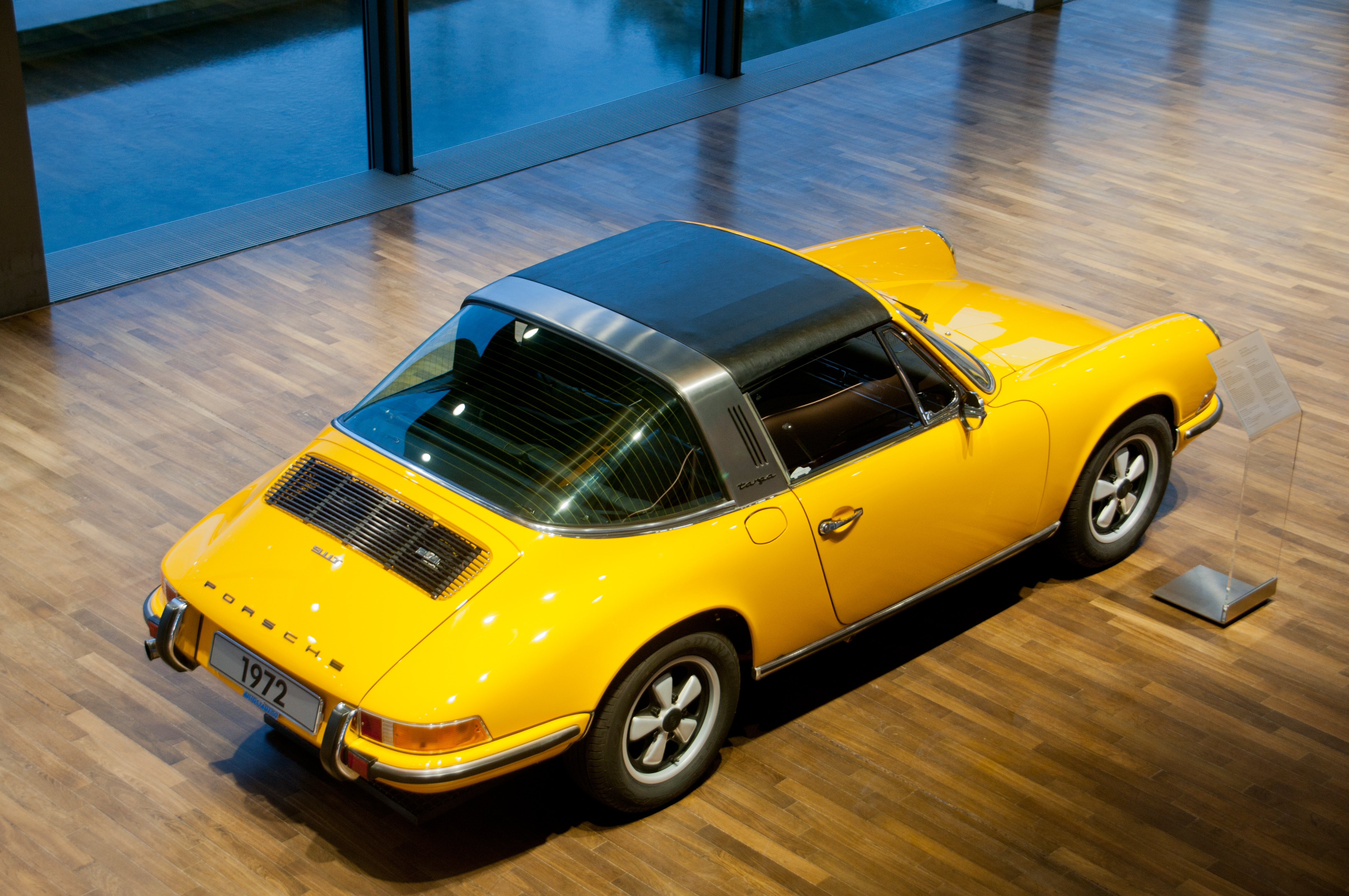
Una Porsche 911T con tettuccio presente

La targa incominciò a diffondersi nella seconda metà degli anni sessanta e godette di un buon successo per tutti gli anni settanta.
Nella seconda metà degli anni sessanta infatti si andava diffondendo l'opinione che le spider classiche fossero pericolose in caso di ribaltamento e che, presto, la legislazione (specialmente negli USA) avrebbe proibito tale tipo di vetture. 
Dopo l'avvento delle scocche autoportanti la capote era divenuta parte strutturale della vettura e la possibilità di aumentare la rigidità torsionale con una traversa superiore diminuiva di molto i costi di produzione del pianale. 
Le prime vetture con questa configurazione che adottarono la denominazione "targa" furono le versioni scoperte dei modelli Porsche 911 e 912 presentati nel settembre 1965 all'Internationale Automobil-Ausstellung di Francoforte. La denominazione "targa" era stata posta in onore della 550 Spyder con la quale il pilota Umberto Maglioli vinse la Targa Florio del 1956, conquistando la prima vittoria assoluta della Porsche in una gara internazionale, valida per il Campionato mondiale vetture sport. 
Il successo commerciale e le affermazioni sportive della Porsche favorirono il diffondersi del termine "targa" che, a partire dagli anni settanta, divenne d'uso comune per definire genericamente le vetture con questo tipo di carrozzeria.
Dagli anni novanta viene comunemente utilizzato anche nel settore nautico per indicare le coperture rigide opzionali, applicabili ad alcune tipologie di motoscafi.